# Christa Frieda Vogel
Christa Frieda Vogel (* 1960 in Meppen, Emsland) ist eine deutsche Fotokünstlerin.

## Biografie
Christa Frieda Vogel studierte 1982 bis 1988 Grafikdesign und Fotografie an der Universität der Künste Berlin (damals: Hochschule für Bildende Künste). Neben der Tätigkeit als Visagistin wurde sie zur Pilotin ausgebildet (PPL-A, CVFR, KFB). 2000 wurde sie Gründungsmitglied der Fotoschule „Fotografie am Schiffbauerdamm“ und war bis 2001/2002 Kuratorin und Ausstellungsmanagerin am Postfuhramt Berlin. Ab 2009 lebte sie als freie Fotografin in der Türkei. Seit 2013 lebt sie in Berlin.

## Werk
Christa Frieda Vogels Werk besteht zum Großteil aus Dokumentarfotografie. In der Serie und dem Bildband Georgien. Begegnung mit Ursprung und Zeit porträtierte sie Einwohner der Schwarzmeerrepublik in der Art von Denkmalen. Bei der Bildgestaltung herrschen hierbei in Farbe wie in Schwarzweiß die Totale und die Zentralfigur vor.
Die Frankfurter Allgemeine Zeitung befand:
„Aber vielleicht ist dieses Buch gerade deswegen ein publizistisches Ereignis, erzählen doch Christa Frieda Vogels wunderbar sanfte und dennoch schonungslos nüchtern das Sein und Dasein Georgiens erfassende Fotografien [...] Lebens- und Landschaftsgeschichten, die heute wie eine lange zurückliegende Erinnerung wirken, zugleich aber zu besonderer Anteilnahme herausfordern.“
Für ihr Ausstellungs- und Buchprojekt Artistanbul porträtierte sie 34 bildende Künstler und Künstlerinnen aus drei Generationen in Istanbul und begleitete sie zu deren Lieblingsorten. Während dieser zweijährigen Arbeit fand sie Ähnlichkeiten zwischen den Kunstszenen in Berlin und Istanbul und initiierte das Galerie-Projekt Galata House of Art in Beyoğlu, das Künstler beider Metropolen zusammenbringt. Dort präsentierte sie 2011 erstmals ihre Artistanbul-Fotoserie zusammen mit Werken der von ihr porträtierten Künstler, darunter Ara Güler, Burhan Doğançay, Mahmut Celayir, Erdoğan Zumrutoğlu und Hande Varsat.
In Vogels Arbeiten, die nicht primär dokumentarisch angelegt sind, wie etwa in der Polaroidserie Erotica, setzt sie, den Gegenständen entsprechend, Nähe und Unschärfe ein. Auf diese Art thematisiert sie in der Serie Blaues Wunder die (Unter-)Wasserwelt im Allgemeinen, während in der schwarzweiß fotografierten Serie Jellyfish die Körperstruktur der Quallen als Bildelement erschlossen wird.

## Fotobände
- Einblicke. B&S Siebenhaar Verlag, Berlin 2003, ISBN 3-936962-03-0
- Georgien. Begegnung mit Ursprung und Zeit (mit einer Einführung von Alexander Kartosia und Thomas Roth), Edition Braus, Heidelberg 2008, ISBN 978-3-89904-305-1[6]
- Artistanbul: Contemporary Artists Present Their Favourite Places. Seltmann + Söhne, Lüdenscheid 2011 und 2013, ISBN 978-3-934687-95-0[7] (zugleich Ausstellungskatalog mit einem Essay von Johannes Odenthal)

## Ausstellungen (in Auswahl)
- 2006  Virtual Art, Land Art, Nationalgalerie Tiflis
- 2007  Porträtfotografie, Gruppenausstellung, Caravansary Museum Tbilisi, Georgien
- 2009 Figur in der Landschaft, mit Ernst Baumeister, Galerie Brockstedt, Berlin
- 2010 Nudes, Polaroids, Gruppenausstellung,  Galerie Tammen, Berlin
- 2011  Artistanbul, Buchvorstellung und Ausstellung, Galata House of Art in Beyoğlu, Istanbul
  - Galeriartist, Berlin[8]